# سيمونتا بلانيتا
سيمونتا بلانيتا (بالمجرية: Planéta Szimonetta)‏ مواليد 12 ديسمبر 1993 في المجر، هي لاعبة كرة يد مجرية تلعب كظهير أيمن. مثلت منتخب المجر لكرة اليد للسيدات.

## سجل المنافسة
شاركت في البطولات التالية:
- بطولة العالم لكرة اليد للسيدات 2015
- بطولة أوروبا لكرة اليد للسيدات 2014

## روابط خارجية
- سيمونتا بلانيتا على موقع الاتحاد الأوروبي لكرة اليد (الإنجليزية)
- سيمونتا بلانيتا على موقع الدوري الفرنسي لكرة اليد للسيدات (الفرنسية)